# Унгвари, Лайош
Лайош Унгвари (венг. Ungvári Lajos; 13 марта 1902, Перечин, Австро-Венгрия (ныне Закарпатская область, Украина) — 15 октября 1984, Будапешт) — венгерский скульптор. Лауреат государственной премии Венгрии — имени Кошута (1953).

## Биография
Первоначально учился в Ужгороде, претендовал на художественную стипендию, но во время чехословацкого правления покинул город и продолжил учёбу с 1921 по 1926 год в Будапештской школе прикладного искусства, где был учеником известных скульпторов.
С 1922 года выставлял свои работы на нескольких крупных выставках. В 1942 году Л. Унгвари представил на Национальном салоне гипсовый эскиз памятника Яношу Другету. Эта работа была им позже воплощена при создании в 1943 г. памятника в Ужгороде (не сохранился).
С 1945 года член Союза художников Венгрии. После Второй мировой войны занимался созданием памятников героям и советским освободителям, один из которых сейчас находится в Будапеште.
В 1953 году был награжден премией имени Кошута, в 1972 году — Золотым орденом заслуг.
Автор декоративных скульптур, мемориальных плит, портретов, статуй и надгробий. Работам Л. Унгвари присущ традиционный исторический стиль.

## Галерея произведений

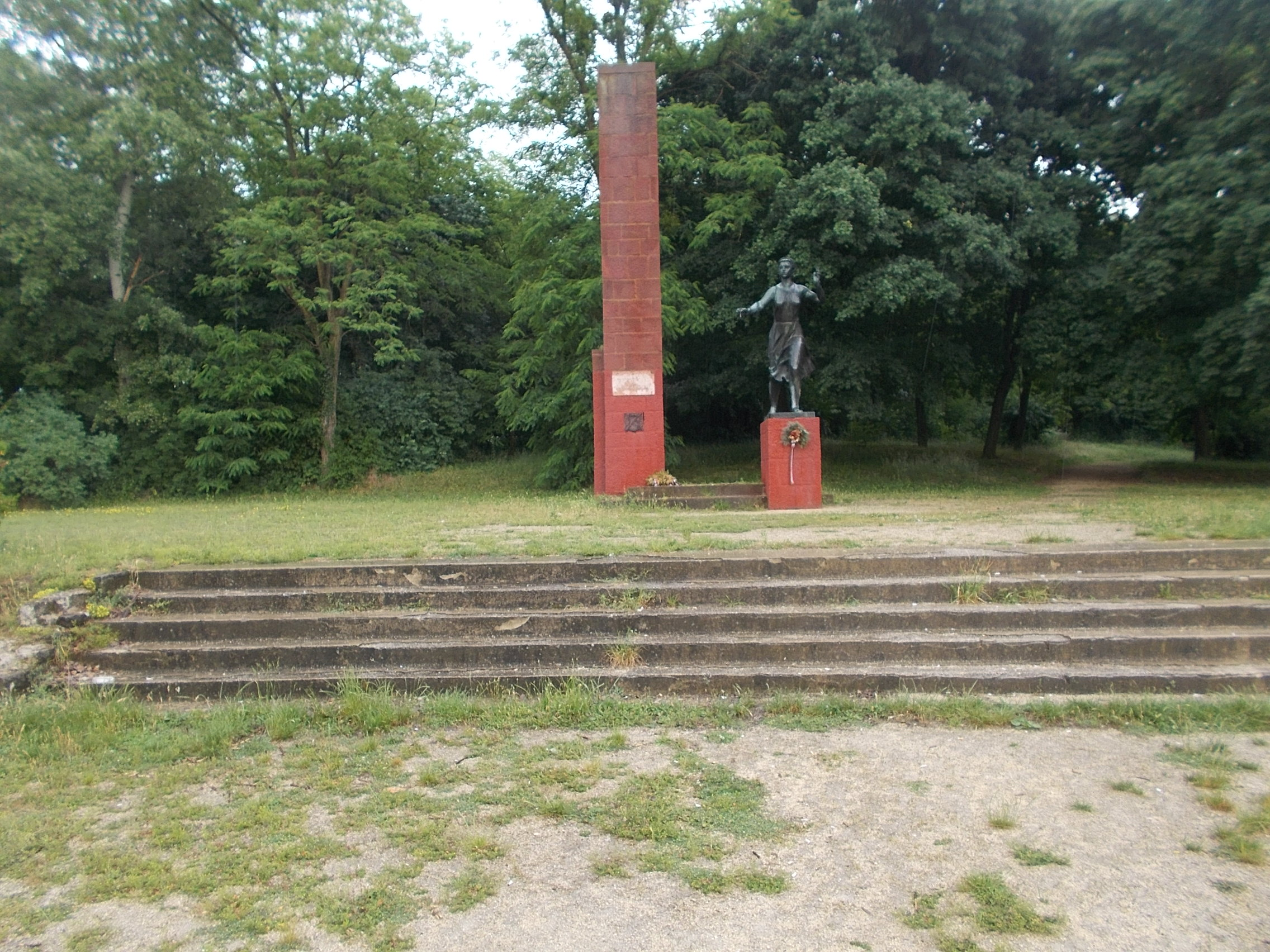
Памятник советским освободителям
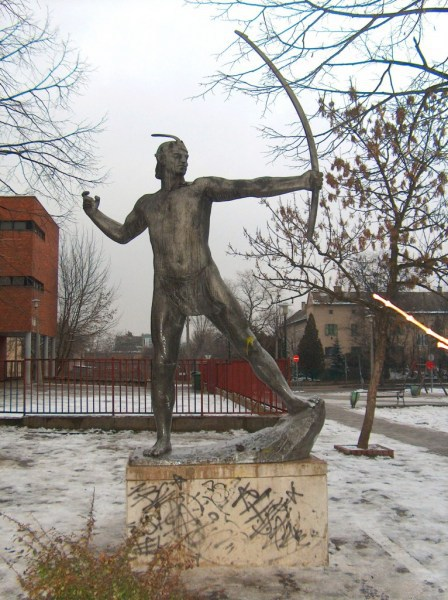
Индеец
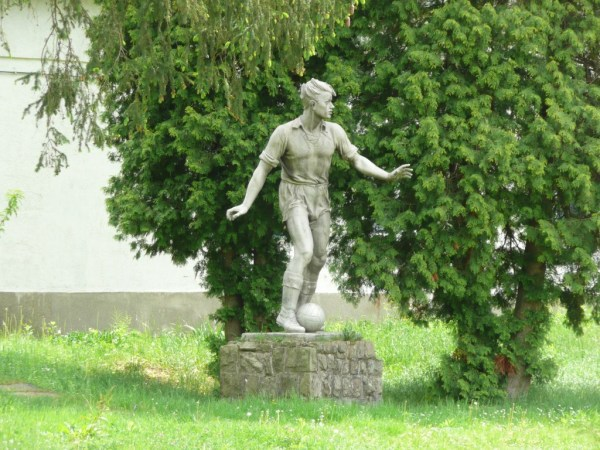
Футболист
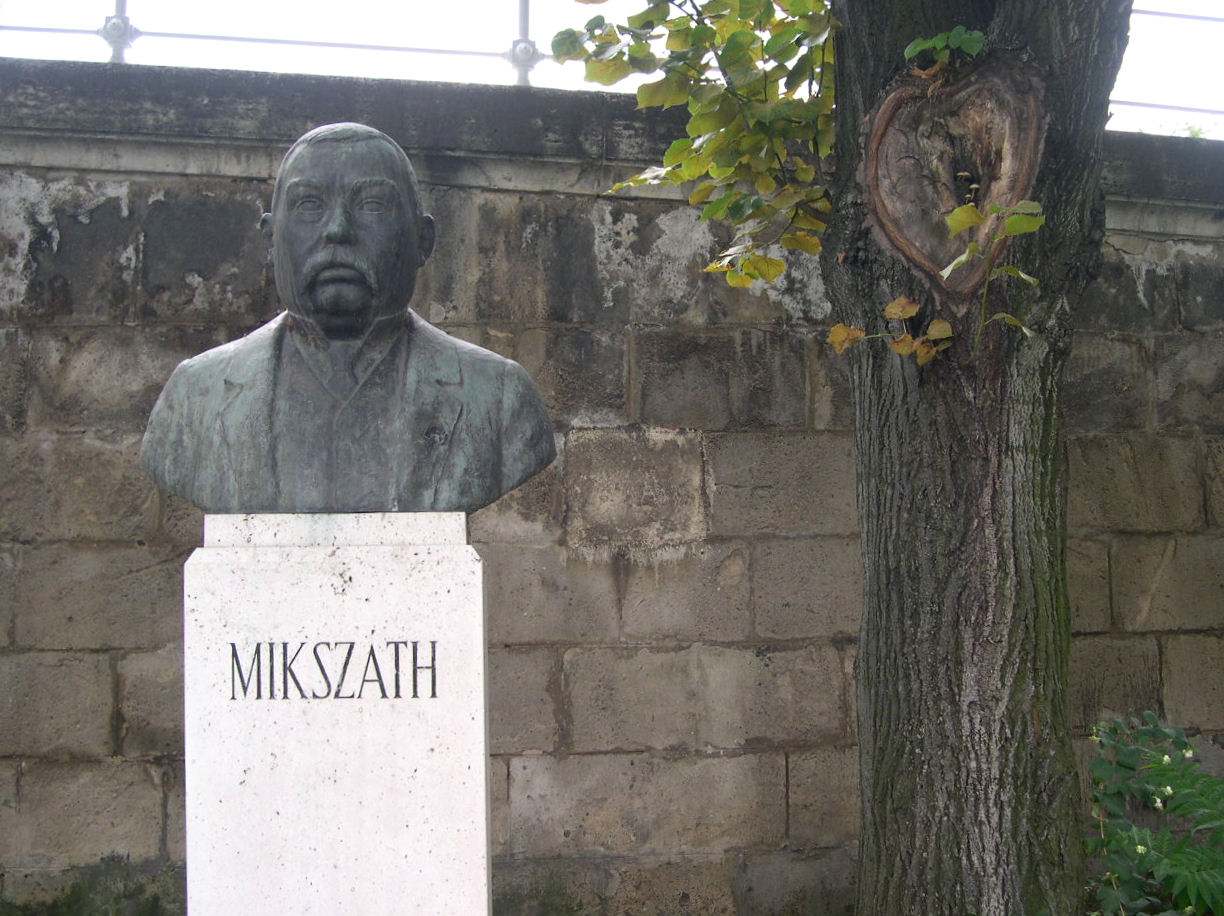
Бюст писателя Кальмана Миксата